# Tim Beckham
Timothy Lamar Beckham (Griffin, 27 gennaio 1990) è un ex giocatore di baseball statunitense.

## Carriera

### Gli inizi e Minor League (MiLB)

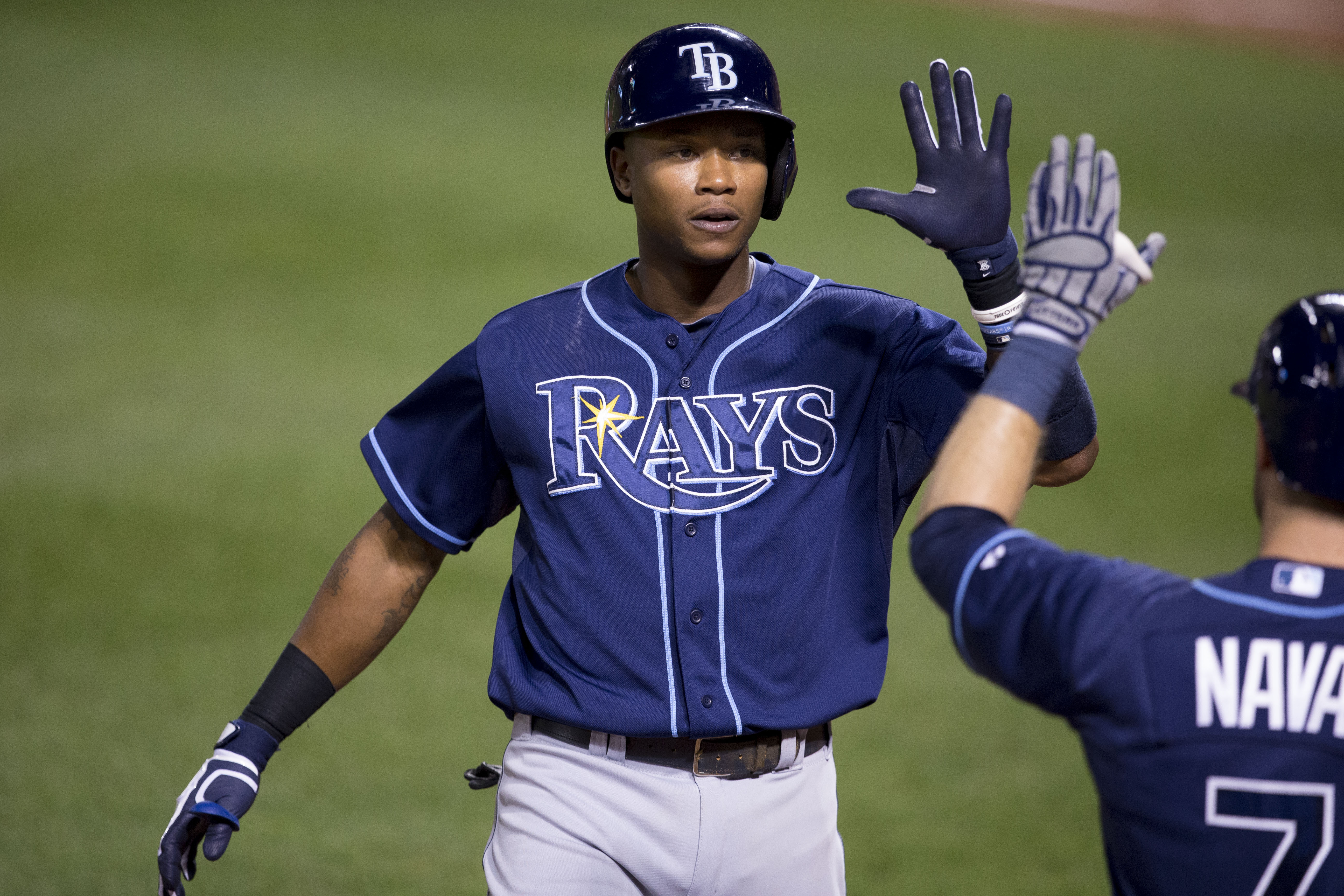
Beckham con i Rays nel 2015

Beckham è nato e cresciuto a Griffin nello stato della Georgia. Dopo essersi diplomato alla Griffin High School nella sua città natale, venne selezionato come prima scelta assoluta del draft MLB 2008 dai Tampa Bay Rays, ricevendo un bonus alla firma di 6.15 milioni di dollari. Iniziò l'anno stesso a giocare nella Classe Rookie, passando nel 2009 in Classe A e nel 2010 in A-avanzata. Nel 2011 venne promosso in Doppia-A e giocò anche Tripla-A. L'anno seguente giocò l'intera stagione in Tripla-A, categoria in cui militò anche per gran parte della stagione 2013.

### Major League (MLB)
Debuttò nella MLB il 19 settembre 2013, al Tropicana Field di St. Petersburg contro i Texas Rangers, battendo la sua prima valida.
Beckham saltò l'intera stagione 2014 a causa di uno strappo al legamento crociato anteriore del ginocchio destro.
L'11 aprile 2015, Beckham batté il suo primo fuoricampo.
Il 31 luglio 2017, i Rays scambiarono Beckham con i Baltimore Orioles, per il giocatore di minor league Tobias Myers. Divenne free agent al termine della stagione 2018.
Il 10 gennaio 2019, Beckham firmò un contratto di un anno con i Seattle Mariners. Il 6 agosto 2019, Beckham ricevette una squalifica di 80 partite dopo essere stato trovato positivo allo Stanozololo, una sostanza proibita dal regolamento, terminando di fatto in anticipo la stagione in corso. Divenne free agent a fine stagione.
Dopo non aver firmato con alcuna squadra per la stagione 2020, saltandola per intero, l'11 febbraio 2021, venne ufficializzata la firma da parte di Beckham di un contratto di minor league con i Chicago White Sox. Giocò nella Tripla-A per l'intera stagione 2021, chiudendo con 45 presenze.

## Palmarès
- Giocatore della settimana dell'American League: 2

(6 agosto 2017, 31 marzo 2019)